# Sefid-Kuh
Sefid-Kuh es una montaña que queda a 10 kilómetros al sur de Kermanshah, Irán. Su pico más alto alcanza los 2805 metros sobre el nivel del mar. La vertiente de aguas es la línea que separa dos distritos de Kermanshah: Dorood-Faraman y Sarfiroozabad de Mahidasht.